# Juan José Carbó i Carme
Juan José Carbó i Carme (Tortosa, 21 d'agost de 1927 - 18 de desembre de 2009) fou un pintor paisatgista català.
S'introdueix al món de la pintura mitjançant la realització d'alguns olis, però aviat va abandonar aquesta tècnica per dedicar-se exclusivament a l'aquarel·la. Es va formar artísticament a Tortosa, on hi exposà per primera vegada a la convocatòria de l'Exposició d'Artistes Novells del ‘Círculo Artístico' de l'any 1959.
A la seva obra podem veure-hi representat el món mediterrani i paisatges de les Terres de l'Ebre. El realisme en les seves obres suposa el desig d'expressar a la seva pintura la intensa emoció dels fets vistos i dels sentiments que li arrenca la natura en la que s'erigeix per plasmar.
| «                    | Jo pinto les coses de la meva terra, els camps, els arrossars, les oliveres... Pinto del natural, amb grans taques de color... Tinc passió pels tons càlids, són els nostres colors... Soc autodidacta, m'he anat fent sol i segueixo evolucionant, simplificant en l'expressió però sempre en la mateixa línia (...). Per a mi pintar és un gran plaer i allò que m'agrada és el paisatge... Em satisfà pensar que en el pas dels anys la meva obra perdure, perquè en ella perduraran estos trossos de la meva terra natal, Tortosa, que pinto amb tanta estima (...) | » |
| — CARBÓ (1927-2009). | |   |